# 星芥ショータイム
『星芥ショータイム』（ほしくずショータイム）は、碧三日月社による「Vシンガー」をテーマにした女性向けプロジェクト。

## 概要
2023年9月1日に公式サイトをオープン。
同年10月11日に「ジン・プロモーション」に所属するメンバー6人のビジュアルとキャストが発表された。
同年12月27日の特番において、「ファーストシーズン」として『新人Vシンガーコンテスト』が開催されることが発表され、同日より開始した。
YouTubeにて配信切り抜き風の動画や、歌ってみた動画などが投稿されている。
担当キャストを「声帯」と呼ぶ。Vの姿は言わばアバターであり人間そのものでは無いため、それに声をあてている人は何と呼ぶべきかとプロデューサーが考えたところ、「声帯」という表現になったという。
キャラクター原案は、複数のイラストレーターが手掛けている。

## ストーリー
社会不適合者である「クズ」が集まったVシンガー事務所「緒神芸能」で巻き起こる波乱の物語。
ライバル事務所として、「スター」性のある配信者が集結した芸能事務所「ジン・プロモーション」がある。

## 登場人物

### 緒神芸能
ハルマ／遊佐 春馬（ゆさ はるま）
声帯 - 千葉翔也
八神／八神 改（やがみ あらた）
声帯 - 伊東健人
魔央／妃 魔央（きさき まお）
声帯 - 浦和希
オクト／四条 憶人（しじょう おくと）
声帯 - 海渡翼
社長
声帯 - ????

### ジン・プロモーション
丙／丙 辰巳（ひのえ たつみ）
声帯 - 小林親弘
ミヤコ／倉田 都（くらた みやこ）
声帯 - 寺島惇太
マツリ／天宮 祀（あまみや まつり）
声帯 - 河西健吾
七夜／藤林 七夜（ふじばやし ななや）
声帯 - 浦田わたる
キラリ／吉良 虎太郎（きら こたろう）
声帯 - 小林大紀
enma.／宇佐美 絵馬（うさみ えま）
声帯 - 木暮晃石

## スタッフ
- プロデューサー - 結城ゆうき
- シナリオ - 山中拓也
- クリエイティブディレクター - 綾川集介
- 協力 - 朝霧カフカ
- キャラクター原案
  - 藤真拓哉（ハルマ、八神）
  - しょくむら（魔央、オクト）
  - らいす（丙、ミヤコ）
  - 星河シワス（マツリ、七夜）
  - さいとうなおき（キラリ、enma.）
  - 大川ぶくぶ（社長）

## イベント
アニメイトガールズフェスティバル2023
2023年11月3日にサンシャインシティで開催されていた「アニメイトガールズフェスティバル2023」でステージイベントが実施された。登壇者はシナリオ担当の山中拓也、オクト役の海渡翼、魔央役の浦和希、ミヤコ役の寺島惇太。